# Saint-Égrève
Saint-Égrève är en kommun i departementet Isère i regionen Auvergne-Rhône-Alpes i sydöstra Frankrike. Kommunen ligger i kantonen Saint-Égrève som tillhör arrondissementet Grenoble. År 2022 hade Saint-Égrève 17 930 invånare.

## Befolkningsutveckling
Antalet invånare i kommunen Saint-Égrève
Referens:INSEE

## Vänorter
- Karben, Tyskland (1974)
- Mińsk Mazowiecki, Polen (1991)
- Krnov, Tjeckien (1991)
- Cori, Italien (1999)